# Miejski Zakład Komunikacji w Pile
Miejski Zakład Komunikacji Sp. z o.o. w Pile – przewoźnik świadczący usługi w zakresie pasażerskiego transportu zbiorowego. Działa od 1957 roku na obszarze miasta Piły.

## Historia komunikacji miejskiej w Pile

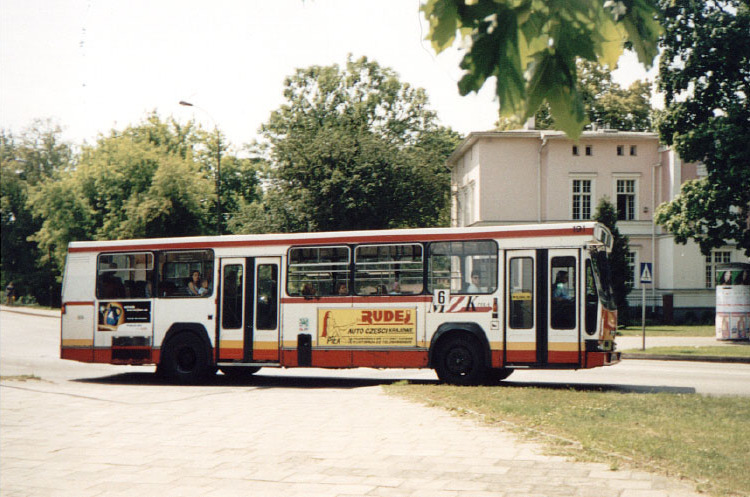
Berliet PR100 przy ul. Browarnej

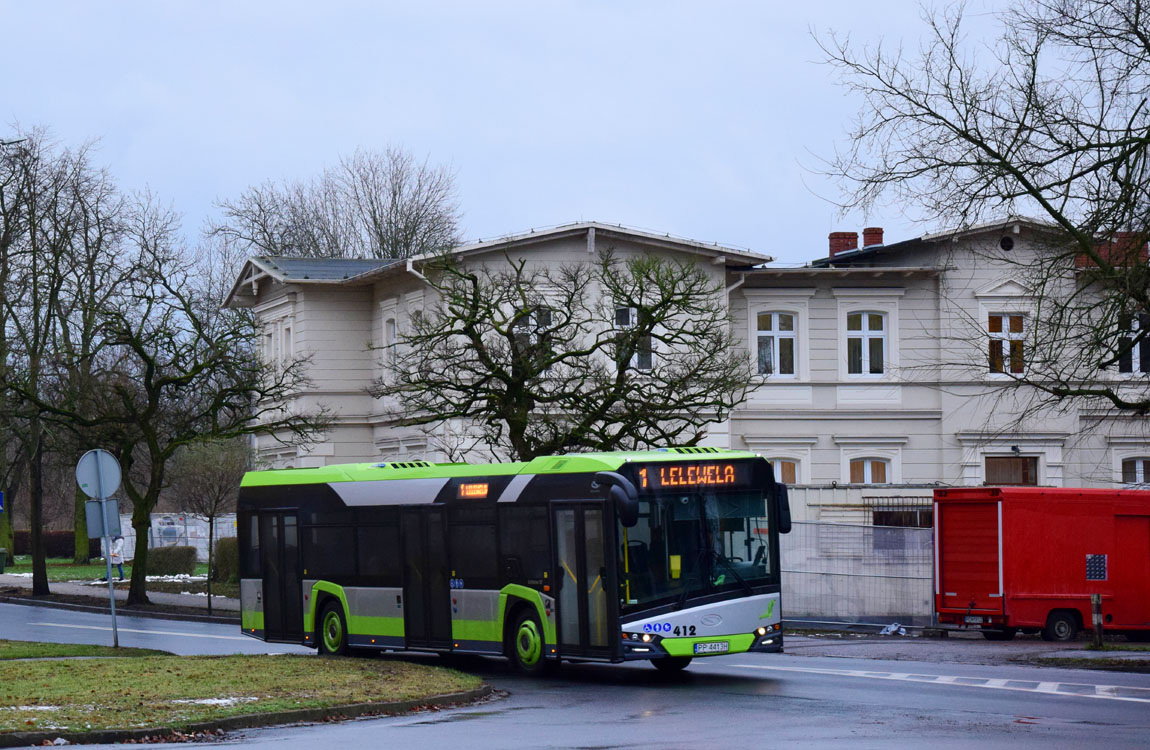
Solaris Urbino IV na ul. Browarnej.

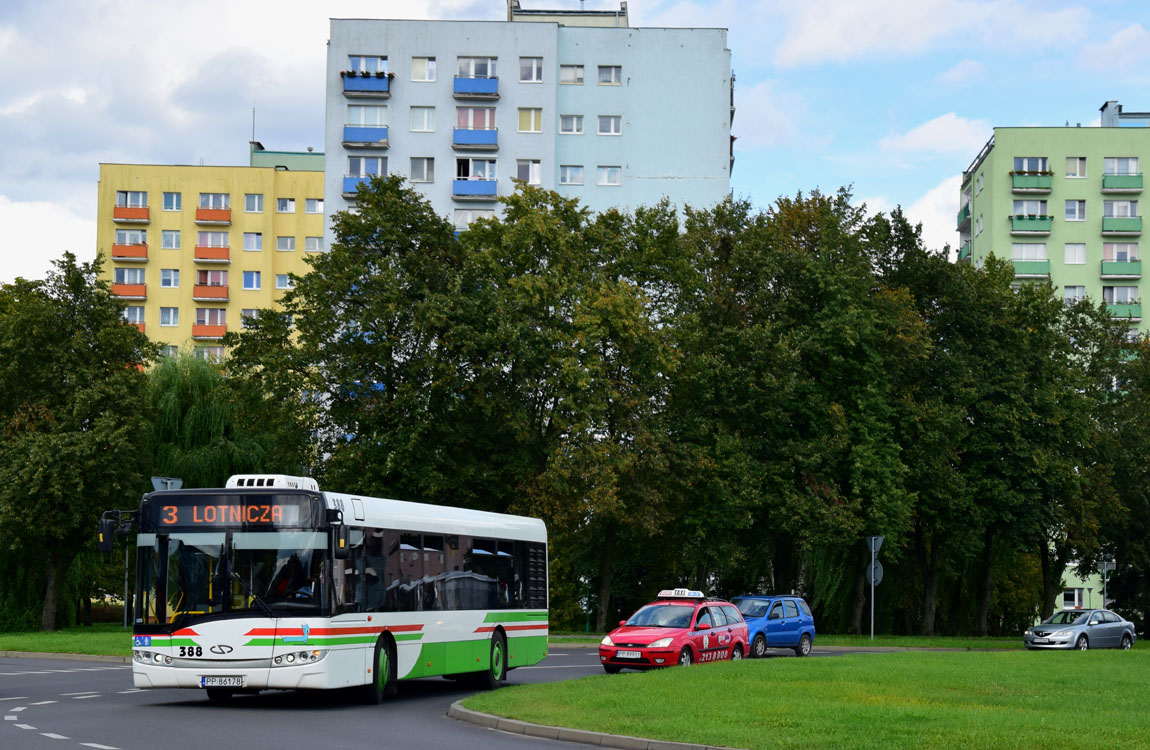
Solaris Urbino 12 III na rondzie Solidarności.

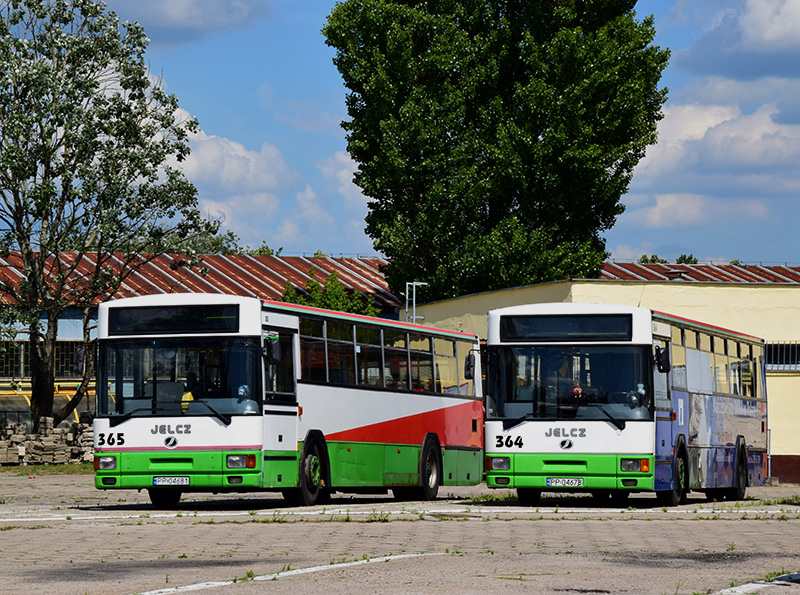
Jelcze 120M stacjonujące na zajezdni przy ul. Łącznej.

W 1927 r. uruchomiono 4 pierwsze linie autobusowe i pierwszą zajezdnię. W ciągu następnych kilku lat dodano kolejne dwie linie. Funkcjonowały one do 1945 r. Po wojnie w wyniku wielu zniszczeń komunikacji miejskiej nie udało się uruchomić. Dopiero 1 lipca 1957 r. decyzją Wojewódzkiej Rady Narodowej w Poznaniu utworzono Zakład Komunikacji Miejskiej przy Miejskim Przedsiębiorstwie Gospodarki Komunalnej, który uruchomił 3 linie w relacjach: Bydgoska – Roszarnia, Poznańska – Koszyce oraz Walki Młodych – Plac Inwalidów. Były one obsługiwane pojazdami Star N52, które przyjechały prosto z Targów Poznańskich. Rok później na te linie skierowane zostały także nowo zakupione Sany H01. Siedziba ZKM znajdowała się w przedwojennej zajezdni przy ul. Kujawskiej 10.
Gwałtowny rozwój komunikacji miejskiej nastąpił od 1959 r. Uruchomiono tzw. „zielone linie” nad jezioro Płotki i Jezioro Piaszczyste. Już 2 lata później uruchomiono pierwszą linię podmiejską do Ujścia. Dzięki uruchomieniu kolejnych 2 linii miejskich liczba połączeń autobusowych wzrosła tym samym do 8. W roku 1966 wycofano z autobusów konduktorów, wprowadzając jednoosobową obsadę tych pojazdów. W następnym roku (1967) rozpoczęto budowę nowej zajezdni przy ul. Łącznej, którą ukończono 29 września 1970 r. Pod koniec 1973 r. w mieście funkcjonowało 12 linii.
Rok 1975 był przełomowy dla miasta, które stało się stolicą nowego województwa. Wówczas nastąpiła rozbudowa całego układu komunikacyjnego (m.in. w związku z otwarciem nowego wiaduktu kolejowego). Na początku lat 80 zaczęto wymieniać stary tabor na nowszy. Zamiast małych, dwudrzwiowych Sanów i Autosanów H9 zaczęły pojawiać się Jelcze PR110. Na przełomie lat 1987/1988 istniało 16 linii autobusowych, a MPGK posiadało 53 autobusy. 1 grudnia 1988 r. uruchomiono dwie linie nocne. Nie miały one zbyt dużej popularności i już 31 maja 1989 r. zostały zlikwidowane.
1 października 1991 r. z MPGK została wydzielona jednostka budżetowa pod nazwą Miejski Zakład Komunikacyjny w Pile. W 1992 r. po zakupie dwóch używanych pojazdów Renault PR100 (184-185) oraz czterech nowych Autosan H6 (325-328) wprowadzono sprzedaż biletów komunikacji w autobusach. Również w tym samym roku uruchomiono pierwszy punkt sprzedaży biletów komunikacji miejskiej przy Placu Konstytucji 3 Maja. Na przełomie lat 1993/1994 rozpoczęto restrukturyzację MZK w Pile. W 1994 roku, zakupiono używane autobusy marki Berliet PR100. (186-193) W 1996 roku, zakupiono pierwsze dwa niskowejściowe autobusy marki Jelcz M121MB, (334-335) po gruntowych testach przeprowadzonych w 1995. W 1996 roku zakupiono dwa Jelcze 120M (336-337). W 1997 spodziewano się dostarczenia 12 nowych fabrycznie Jelczy 120M, lecz nie doszło do tego z powodów finansowych przewoźnika. Nowe autobusy marki  Neoplan N4009 (351-352) pojawiły się w grudniu  1997 roku. Były to pierwsze autobusy niskopodłogowe wprowadzone do ruchu miejskiego. Pieniądze na autobusy pochodziły z kasy miasta. W maju 1998 r. zakupiono kolejne niskopodłgowe autobusy marki Neoplan N4016 (353-360). Sfinansowano je z budżetu gminy Piła. Uruchomiono nową dyspozytornię oraz przebudowano stację diagnostyczną.
W 2000 r. MZK rozpoczął proces przekształcenia zakładu budżetowego w spółkę prawa handlowego i 29 grudnia powstał Miejski Zakład Komunikacji Spółka z ograniczoną odpowiedzialnością w Pile. W tym samym roku w listopadzie zakupiono 5 Jelczy 120M o numerach taborowych 362-366. Na przełomie roku 2001 i 2002 dokupiono ostatnie Jelcze 120M (367-371) z zaciągniętego kredytu. W roku 2004 do obsługi linii zakupiono 3 nowe autobusy Solaris Urbino 10 (372-374). W ciągu kolejnych trzech lat zakupiono 4 pojazdy Solaris Urbino 12 (377-380) oraz 3 używane Neoplany N4016 (375-376, 381).
Na początku 2009 roku rozpisany został przetarg na dostawę 8 fabrycznie nowych autobusów niskopodłogowych na potrzeby miasta Piły, wygrany przez firmę Solaris Bus & Coach. Zakup został sfinansowany ze środków Wielkopolskiego Regionalnego Programu Operacyjnego na lata 2007–2013. Pojazdy Solaris Urbino 12 pojawiły się w mieście w okresie wakacyjnym i zastąpiły wysłużone Jelcze PR110M (11 sztuk, 314-326). Wiosną 2010 roku w ramach tego samego projektu dokupiono jeszcze 6 nowych autobusów tego typu. W marcu 2010 roku ogłoszono przetarg na dostawę 6 używanych autobusów klasy midi. Przetarg ponownie wygrała firma Solaris, która w październiku 2010 dostarczyła 6 autobusów Neoplan Centroliner N4411. Są to pierwsze w MZK Piła autobusy wyposażone w klimatyzację części pasażerskiej.
Na przełomie 2009 i 2010 roku wdrożono system Pilskiej Karty Miejskiej – biletu elektronicznego dla pasażerów kupujących bilety okresowe normalne i ulgowe oraz dla korzystających z usług komunikacji miejskiej bezpłatnie.  W listopadzie MZK wzbogaciło się o kolejne, nowe Solarisy o numerach 402-404. Pod koniec listopada 2012 roku MZK Piła zakupiła 4 używane autobusy marki Mercedes Citaro o numerach taborowych 405-408. W roku 2013 MZK zakupiło kolejnego używanego Mercedesa Citaro. Różnice pomiędzy nim a czterema wcześniejszymi to klimatyzacja na dachu dla części pasażerskiej i pomarańczowe kierunkowskazy. Pojazd otrzymał numer 409. MZK w Grudniu 2013 wygrało licytacje własności Amber Gold, gdzie nabyło dwa używane Mercedesy Citaro o numerach 410 i 411. Pod koniec kwietnia 2014 roku MZK Piła ogłosił przetarg na zakup i dostarczenie łodzi, która ma posłużyć jako tramwaj wodny. Przetarg wygrała firma Waterbus z Nowej Wsi. Tramwaj wodny zaczął kursować pod koniec maja 2014. Na razie tramwaj wodny wykorzystywany jako atrakcja dla mieszkańców miasta i turystów. W 2016 roku, MZK zakupiło nową, czwartą  generacje Solarisa Urbino. Jest to pierwszy autobus, w innych barwach, niż pozostałe autobusy. Nosi on numer 412. W grudniu 2016 roku, MZK wygrało przetarg na dostawę 10 fabrycznie nowych autobusów z programu WRPO. W przetargu odnośnie do zakupu marki autobusów, wygrał Solaris, podając jako jedyny swoją ofertę.
Od dnia 31.07.2017 w związku z brakiem zainteresowania finansowania kursów linii 9 do Dolaszewa przez gminę Szydłowo kursy zostały wstrzymane. Była to przedostatnia linia podmiejska, linię K do Byszek zlikwidowano w 2012 oraz około roku 2004 linię 52 do Chrustowa. W 2020 roku zakład odebrał 13 nowoczesnych autobusów marki Solaris Urbino czwartej generacji. W czerwcu dotarło sześć diesli o normach Euro 6 a pod koniec września siedem hybryd.  Wycofano autobusy marki Mercedes i Neoplan.

## Obsługiwane linie[5]
| Nr linii | Trasa | Typ linii            |
| -------- | --- | -------------------- |
| 0        | ZBROJNA/PĘTLA - Al. Niepodległości - Promienna - Staropolska - Al. Wyzwolenia - Śniadeckich - Dąbrowskiego - Al. Jana Pawła II - Wodna - Al. Niepodległości - Ks. Popiełuszki - Kolbe - Budowlanych - Al. Wojska Polskiego - Dzieci Polskich - Okrzei - Zygmunta Starego - Młodych - Ludowa - Roosevelta - Tucholska - Wawelska - LUTYCKA/PĘTLA Kursy w godzinach zmianowych przez Magazynową: ... - Wawelska - Magazynowa - Strefowa - Wawelska - ... W soboty kursuje do godz. 19, a w niedziele i święta od godz. 9 do 18 | miejska              |
| 1        | LELEWELA/PĘTLA - Lelewela - Bydgoska - Browarna - Młodych - Zygmunta Starego - Kwiatowa - Pl. Konstytucji 3 Maja /powrót: Pl. Konstytucji 3 Maja - Towarowa - Zygmunta Starego/ - Al. Piastów - Al. Jana Pawła II - Al. Wojska Polskiego - AL. WP/DŁUGOSZA Wybrane kursy wydłużone do Al. WP/Kamienna: ... - AL. WP/DŁUGOSZA - Al. Wojska Polskiego - AL. WP/KAMIENNA Wybrane kursy wydłużone do Działek Zalesie: ... - AL. WP/DŁUGOSZA - Al. Wojska Polskiego - Dolaszewo - DZIAŁKI ZALESIE Wybrane kursy wydłużone do Os. Gładyszewo Pętla: ... - AL. WP/DŁUGOSZA - Al. Wojska Polskiego - Kamienna - OS. GŁADYSZEWO PĘTLA Wybrane kursy wydłużone do Zawady: ... - AL. WP/DŁUGOSZA - Al. Wojska Polskiego - Kamienna - ZAWADA                                                     | podmiejska           |
| 2        | ZBROJNA/PĘTLA - Al. Niepodległości - Promienna - Staropolska - Al. Wyzwolenia - Al. Niepodległości - Wodna - Al. Piastów - Pl. Konstytucji 3 Maja - Siemiaradzkiego - Libelta - Dembowskiego - Trzcianecka - Al. Poznańska - Orla - OS. MOTYLEWO PĘTLA Wybrane kursy przez Wałecką: ... - Al. Wyzwolenia - Al. Niepodległości - Wałecka - Al. Niepodległości - Wodna - ... Wybrane kursy skrócone do Al. Poznańska/Leśna: ... - Al. Poznańska - AL. POZNAŃSKA/LEŚNA | miejska              |
| 3        | MIŁA/PĘTLA - Miła - Królewska - Al. Niepodległości - Promienna - Widok - Kazimierza Wielkiego - Al. Wyzwolenia - Śniadeckich - Łączna - Al. Powstańców Wielkopolskich - Browarna - Młodych - Zygmunta Starego - Kwiatowa - Pl. Konstytucji 3 Maja /z powrotem: Pl. Konstytucji 3 Maja - Towarowa - Zygmunta Starego/ - 1 Maja - Staromiejska - Okrzei - Dzieci Polskich - Al. Wojska Polskiego - Lotnicza - LOTNICZA/CHORWACKA Wybrane kursy wydłużone do Kołobrzeska/Uniwersytet: ... - LOTNICZA/CHORWACKA - Lotnicza - Szybowników - Kołobrzeska - KOŁOBRZESKA/UNIWERSYTET | miejska              |
| 4        | ŻERMOSKIEGO/PL. INWALIDÓW - Żeromskiego - Mickiewicza /z powrotem: Mickiewicza - Wyspiańskiego - Rugijska - Żeromskiego/ - Al. Wojska Polskiego - Dzieci Polskich - Okrzei - Staromiejska - 1 Maja - Pl. Konstytucji 3 Maja - Towarowa - Zygmunta Starego /z powrotem: Zygmunta Starego - Kwiatowa - Pl. Konstytucji 3 Maja/ - Młodych - Ludowa - Okólna - Kusocińskiego - Głuchowska - Al. Powstańców Wielkopolskich - Łączna - Śniadeckich - Philipsa - Al. Powstańców Wielkopolskich - AL. POWST. WLKP./PĘTLA Wybrane kursy skrócone do Os. Jadwiżyn Pętla: ... - Śniadeckich - OS. JADWIŻYN PĘTLA W soboty, niedziele i święta kursuje tylko w godzinach zmianowych (6, 14, 22)                                                                                                  | miejska              |
| 5        | KOSSAKA/PĘTLA - Kossaka - Podchorążych - Bydgoska - Okólna - Ludowa - Młodych - Zygmunta Starego - 14 Lutego - 11 Listopada - Witaszka - Piłsudskiego - 1 Maja - Staromiejska - Ceglana - Pl. 9 Maja - Konarskiego - Wyspiańskiego - Rugijska - Żeromskiego /z powrotem: Żeromskiego - Mickiewicza - Wyspiańskiego/ - ŻEROMSKIEGO/PL. INWALIDÓW | miejska              |
| 6        | MŁODYCH/PĘTLA - Młodych - Browarna - Al. Jana Pawła II - Al. Piastów - Pl. Konstytucji 3 Maja - Siemiradzkiego - Libelta - Dembowskiego - Trzcianecka - Al. Poznańska - Motylewska - MOTYLEWSKA/WAPIENNA Wybrane kursy przez Cichą: ... - Al. Poznańska - Cicha - Motylewska - ... Wybrane kursy wydłużone do Przemysłowa/Ceramiczna: ... - MOTYLEWSKA/WAPIENNA - Przemysłowa - PRZEMYSŁOWA/CERAMICZNA W niedzielę i święta kursuje od godz. 9 do 19 | miejska              |
| 8        | ŻEROMSKIEGO/PL. INWALIDÓW - Żeromskiego - Mickiewicza - Wyspiańskiego /z powrotem: Wyspiańskiego - Rugijska - Żeromskiego/ - Konarskiego - Pl. 9 Maja - Ceglana - Staromiejska - 1 Maja - Al. Piastów - Wodna - Al. Niepodległości - Al. Wyzwolenia - Philipsa - Al. Powstańców Wielkopolskich - AL. POWST. WLKP./PĘTLA Kursuje tylko od poniedziałku do piątku w godzinach zmianowych (6, 14, 22) | miejska              |
| 8 Bis    | MIŁA/PĘTLA - Miła - Królewska - Al. Niepodległości - Promienna - Widok - Kazimierza Wielkiego - Al. Wyzwolenia - Al. Niepodległości - Wałecka - Al. Niepodległości - Ks. Popiełuszki - Kolbe - Budowlanych - Al. Wojska Polskiego - Dzieci Polskich - Okrzei - Staromiejska - 1 Maja - 1 MAJA/ŚRÓDMIEJSKA Linia wykonuje tylko jeden kurs w jedną stronę od poniedziałku do piątku o godz. 7.22 | miejska szkolna      |
| 9        | ŻEROMSKIEGO/PL. INWALIDÓW - Żeromskiego - Mickiewicza /z powrotem: Mickiewicza - Wyspiańskiego - Rugijska - Żeromskiego/ - Al. Wojska Polskiego - Al. Jana Pawła II - Al. Piastów - Pl. Konstytucji 3 Maja - Siemiradzkiego - Rydygiera - RYDYGIERA/SZPITAL | miejska              |
| 10       | ŻEROMSKIEGO/PL. INWALIDÓW - Żeromskiego - Mickiewicza /z powrotem: Mickiewicza - Wyspiańskiego - Rugijska - Żeromskiego/ - Al. Wojska Polskiego - Al. Jana Pawła II - Bydgoska - Podchorążych - Kossaka - KOSSAKA/PĘTLA Linia wykonuje tylko 2 kursy od poniedziałku do piątku w godz. po 5 i po 13 | miejska              |
| 12       | JASTRZĘBIA/PĘTLA - Jastrzębia - Przemysłowa - Motylewska - Al. Poznańska - Pl. Konstytucji 3 Maja - Al. Piastów - Al. Jana Pawła II - Al. Powstańców Wielkopolskich - Łączna - Śniadeckich - ŚNIADECKICH/KOTŁOWNIA Wybrane kursy skrócone do Os. Jadwiżyn Pętla: ... - Śniadeckich - OS. JADWIŻYN PĘTLA Wybrane kursy wydłużone do Al. Powst. Wlkp./Pętla: ... - Śniadeckich - Philipsa - Al. Powstańców Wielkopolskich - AL. POWST. WLKP./PĘTLA Wybrane kursy skrócone z Przemysłowa/Ceramiczna: PRZEMYSŁOWA/CERAMICZNA - Przemysłowa - Motylewska - ... | miejska              |
| 14       | ZBROJNA/PĘTLA - Al. Niepodległości - Promienna - Staropolska - Al. Wyzwolenia - Śniadeckich - Dąbrowskiego - Al. Jana Pawła II - Al. Piastów - Pl. Konstytucji 3 Maja - Siemiradzkiego - Rydygiera - RYDYGIERA/SZPITAL . W niedzielę i święta pojedyncze kursy w godz. 6 i 18. | miejska              |
| 15       | LELEWELA/PĘTLA - Lelewela - Bydgoska - Al. Jana Pawła II - Al. Piastów - Pl. Konstytucji 3 Maja - Siemiradzkiego - Rydygiera - RYDYGIERA/SZPITAL Kursuje tylko od poniedziałku do piątku w godz. od 5 do 17 | miejska              |
| 16       | ŻEROMSKIEGO/PL. INWALIDÓW - Żeromskiego - Mickiewicza - Wyspiańskiego /z powrotem: Wyspiańskiego - Rugijska - Żeromskiego/ - Konarskiego - Pl. 9 Maja - Ceglana - Staromiejska - 1 Maja - Pl. Konstytucji 3 Maja - Siemiradzkiego - Libelta - Dembowskiego - Trzcianecka - Al. Poznańska - Cicha - Motylewska - MOTYLEWSKA/WAPIENNA Poranne kursy omijają ul. CIchą: ... - Al. Poznańska - Motylewska - ... Wybrane kursy wydłużone do Przemysłowa/Ceramiczna: ... - MOTYLEWSKA/WAPIENNA - Przemysłowa - PRZEMYSŁOWA/CERAMICZNA Kursuje od poniedziałku do soboty. W sobotę kursuje w godz. od 9 do 16 | miejska              |
| 20       | AL. PIASTÓW/PL. KONSTYTUCJI 3 MAJA - Pl. Konstytucji 3 Maja - Al. Piastów - Wodna - Al. Niepodległości - Koszalińska - KOSZALIŃSKA/PADEREWSKIEGO Kursuje w sezonie działkowym w okresie od 01.05. do 30.09. | miejska sezonowa     |
| 50       | MIROSŁAW - Ujście Czarnkowska - Ujście Pilska - Ługi Ujskie - Al. Poznańska - Pl. Konstytucji 3 Maja - Al. Piastów - PL. ZWYCIĘSTWA/ŚRÓDMIEJSKA Wybrane kursy przez Ujście/Wojska Polskiego: ... - Ujście Czarnkowska - Ujście Staszica - Ujście Wojska Polskiego - Ujście Staszica - Ujście Pilska - ... Wybrane kursy przez Ługi Ujskie/Wieś (w głąb wsi) Wybrane kursy przez Orlą (Os. Motylewo): ... - Al. Poznańska - Orla - Al. Poznańska - ... Wybrane kursy skrócone z Ujście/Osiedle Górne: UJŚCIE/OSIEDLE GÓRNE PĘTLA - Ujście Czarnkowska - ... Wybrane kursy wydłużone do Kossaka/Pętla: ... - Al. Piastów - Al. Jana Pawła II - Al. Powstańców Wielkopolskich - Philipsa - Kossaka - KOSSAKA/PĘTLA W soboty kursuje do godz. 16. W niedzielę i święta pojedyncze kursy. | podmiejska           |
| 50 Bis   | UJŚCIE/UL. WOJSKA POLSKIEGO - Ujście Staszica - Ujście Pilska - Ługi Ujskie - Ługi Ujskie/Wieś - Al. Poznańska - Orla - Al. Poznańska - Pl. Konstytucji 3 Maja - Al. Piastów - PL. ZWYCIĘSTWA/ŚRÓDMIEJSKA Wykonuje jeden kurs od poniedziałku do piątku o godz. 6.46 | podmiejska szkolna   |
| 60       | PL. ZWYCIĘSTWA/ŚRÓDMIEJSKA - Al. Wojska Polskiego - Dolaszewo - Szydłowo - JARACZEWO Kursuje tylko od poniedziałku do piątku w wybranych godzinach | podmiejska           |
| P        | PL. ZWYCIĘSTWA/ŚRÓDMIEJSKA - Al. Jana Pawła II - Al. Powstańców Wielkopolskich - DK11 Obwodnica Piły - Kossaka - J. PŁOTKI/GEOVITA Kursuje w wybranych godzinach w okresie wakacyjnym | rekreacyjna sezonowa |

## Tabor spółki
| Autobusy                                                         | Autobusy                                                         | Autobusy                                                         | Autobusy                                                         | Autobusy                                                         | Autobusy     |
| Typ autobusu                                                     | przewóz osób na wózkach                                          | Lata produkcji                                                   | Lata zakupu                                                      | Numery taborowe                                                  | Liczba sztuk |
| ---------------------------------------------------------------- | ---------------------------------------------------------------- | ---------------------------------------------------------------- | ---------------------------------------------------------------- | ---------------------------------------------------------------- | ------------ |
| Jelcz 120M                                                       |                                                                  | 2000                                                             | 2000                                                             | 365                                                              | 1            |
| Solaris Urbino 10                                                | przewóz osób na wózkach                                          | 2011                                                             | 2011                                                             | 404                                                              | 1            |
| Solaris Urbino 12                                                | przewóz osób na wózkach                                          | 2005–2007, 2009, 2010, 2011, 2016, 2017, 2020                    | 2005–2007, 2009–2010, 2011, 2016–2017, 2020                      | 379, 380, 382–395, 402, 403, 412–416, 423–428                    | 29           |
| Solaris Urbino 12 Hybrid                                         | przewóz osób na wózkach                                          | 2018, 2020                                                       | 2018, 2020                                                       | 417–422, 429–435                                                 | 13           |
| Solaris Urbino 12 Electric                                       | przewóz osób na wózkach                                          | 2021                                                             | 2022                                                             | 436–440                                                          | 5            |
| Wszystkie pojazdy                                                | Wszystkie pojazdy                                                | Wszystkie pojazdy                                                | Wszystkie pojazdy                                                | Wszystkie pojazdy                                                | 49           |
| Udział autobusów przystosowanych dla niepełnosprawnych we flocie | Udział autobusów przystosowanych dla niepełnosprawnych we flocie | Udział autobusów przystosowanych dla niepełnosprawnych we flocie | Udział autobusów przystosowanych dla niepełnosprawnych we flocie | Udział autobusów przystosowanych dla niepełnosprawnych we flocie | 98%          |
| Średnia wieku eksploatowanego taboru autobusowego                | Średnia wieku eksploatowanego taboru autobusowego                | Średnia wieku eksploatowanego taboru autobusowego                | Średnia wieku eksploatowanego taboru autobusowego                | Średnia wieku eksploatowanego taboru autobusowego                | ~9 lat       |

| Tramwaje wodne | Tramwaje wodne | Tramwaje wodne | Tramwaje wodne | Tramwaje wodne |
| Nazwa pojazdu  | Liczba sztuk   | Lata produkcji | Lata zakupu    | Liczba miejsc  |
| -------------- | -------------- | -------------- | -------------- | -------------- |
| Gordalina      | 1              | 2014           | 2014           | 12             |

### Tabor eksploatowany w przeszłości

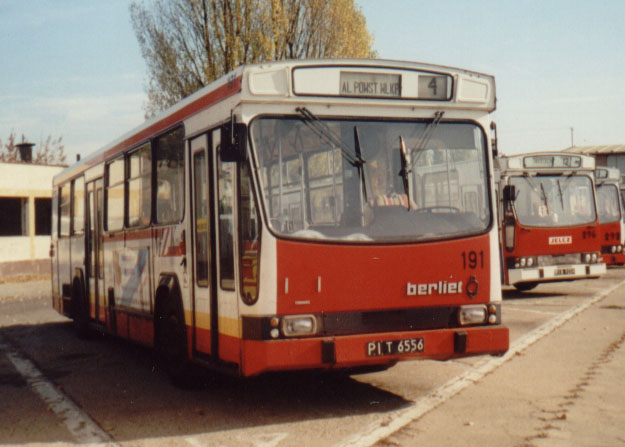
Berliet PR100 #191 w zajezdni.

| Typ autobusu         | Okres eksploatacji |
| -------------------- | ------------------ |
| Star N52             | 1957 – 19??        |
| San H01B             | 1958 – 198?        |
| San H27B             | 1964 – 198?        |
| San H100B            | 196? – 198?        |
| Autosan H9-35        | 197? – 1991        |
| Jelcz 272 MEX        | 1979 – 1983        |
| Jelcz-Berliet PR110U | 1981 – 1995        |
| Jelcz PR110M         | 1985 – 2010        |
| Jelcz M11            | 1987 – 1995        |
| Renault PR100        | 1992 – 2001        |
| Berliet PR100        | 1994 – 2001        |
| Autosan H6-06        | 1992 – 2005        |
| Jelcz PR110D         | 1995 – 1998        |
| Jelcz M121MB         | 1995 – 2013        |
| Autosan H9           | 1995 – 2010        |
| Neoplan N4009        | 1997 – 2012        |
| Neoplan N4016        | 1998 – 2018        |
| Jelcz 120M           | 2001 – 2010        |
| Neoplan N4016TD      | 2005 – 2012        |
| Mercedes 0530        | 2012 – 2020        |
| Neoplan N4411        | 2010 – 2021        |

### Testowane autobusy w Pile
| Typ autobusu               | Rok testowania |
| -------------------------- | -------------- |
| Jelcz M121MB               | 1995           |
| Neoplan N4016              | 1998           |
| Jelcz M101I                | 2001, 2003     |
| Karosa B951.1713           | 2005           |
| MAN NM222                  | 1997           |
| Jelcz M121I                | 2007           |
| Solaris Urbino 15          | 2008           |
| Solaris Urbino 18 Hybrid   | 2008           |
| Solbus SN11M               | 2008           |
| Scania CN280UB             | 2009           |
| Solaris Urbino 12 Hybrid   | 2012, 2016     |
| AMZ City Smile 12 LF       | 2013           |
| Solaris Urbino 12 electric | 2015, 2018     |